# Mester Gábor

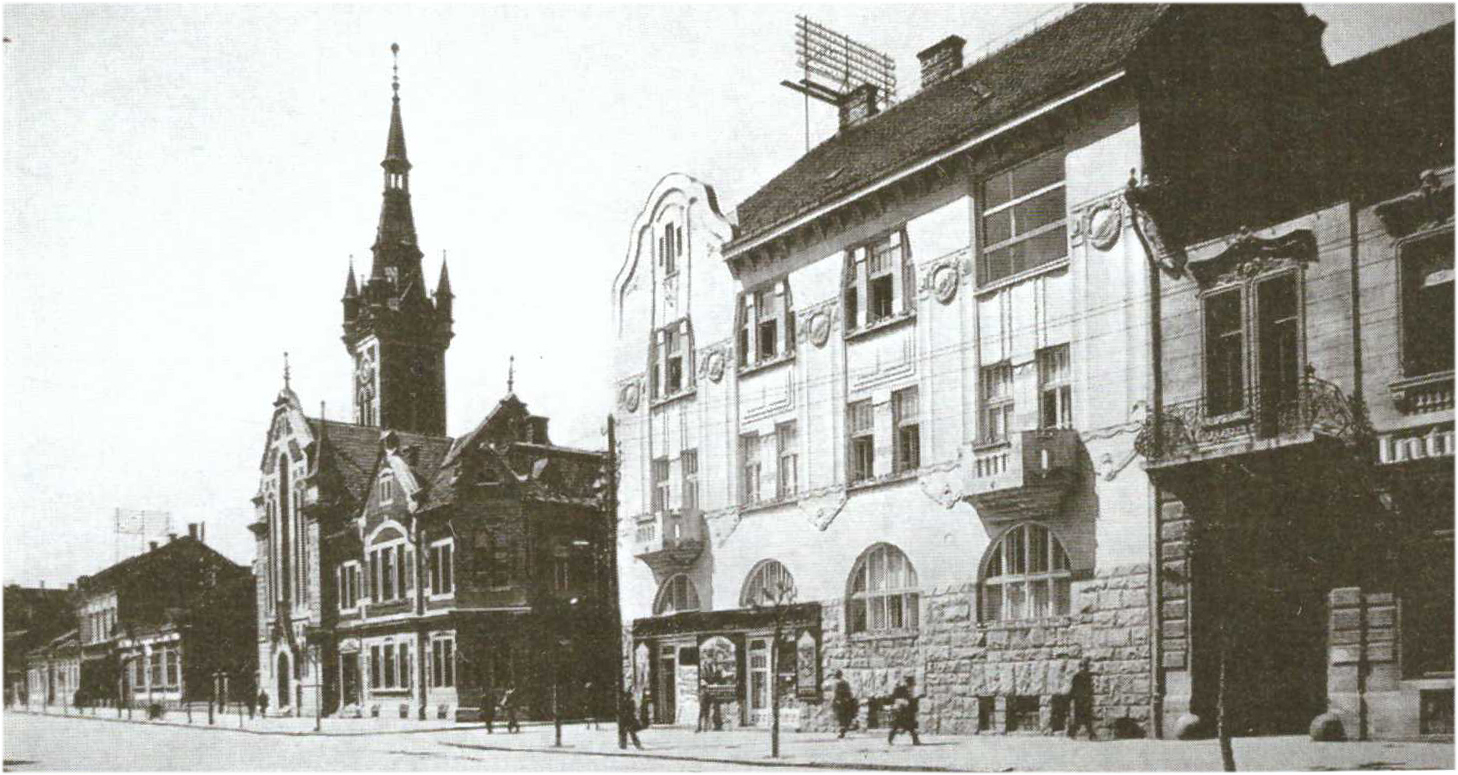
A református kórház az 1930-as években

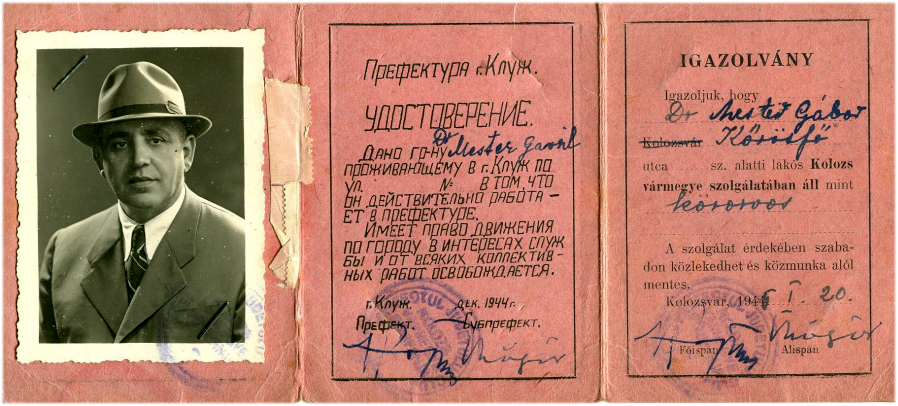
Orosz és magyar nyelvű személyi igazolvány 1945-ből

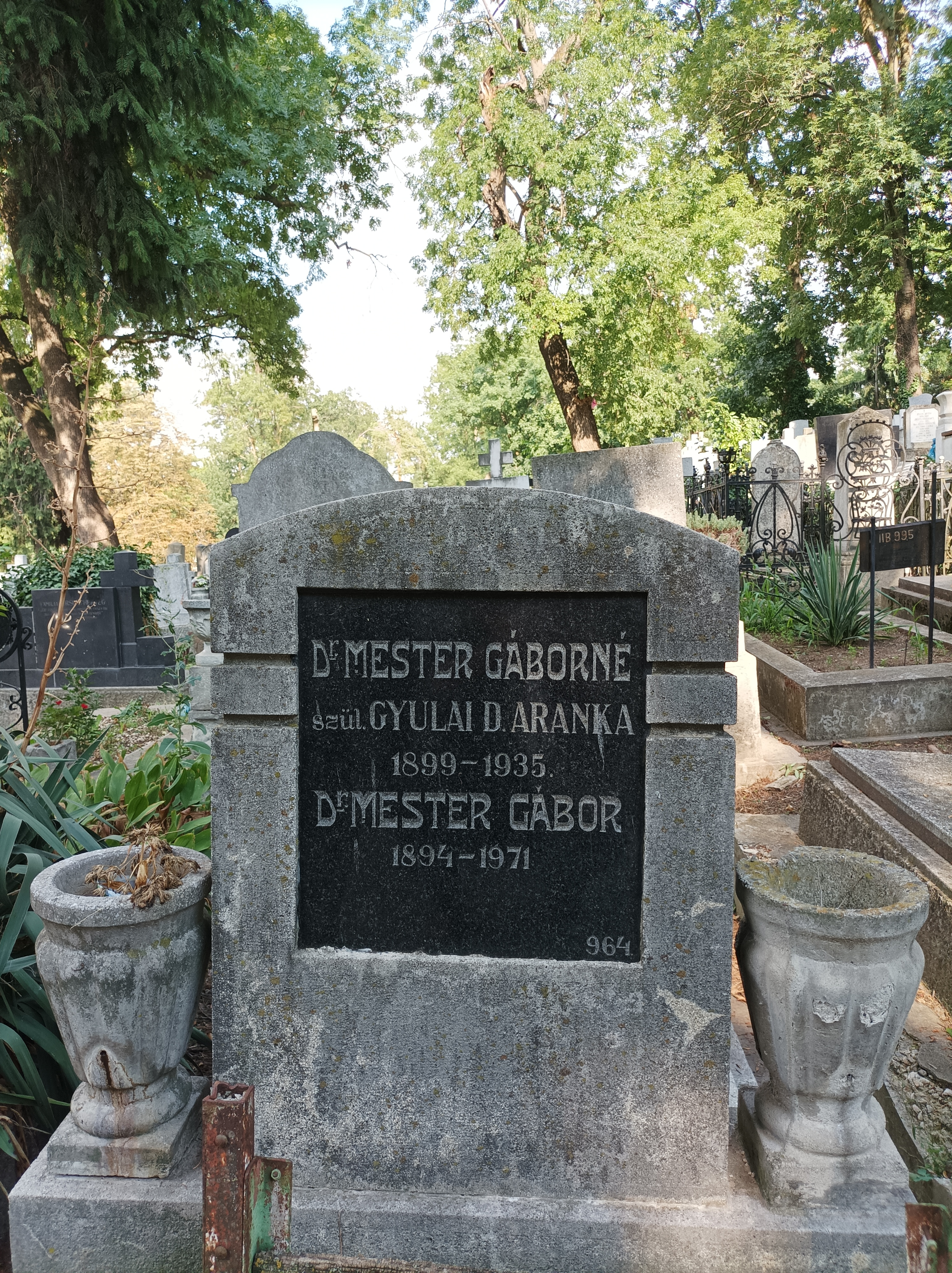
Sírja a Házsongárdi temetőben

Mester Gábor (Parajd, 1894. január 15. – Kolozsvár, 1971. december 5.) erdélyi magyar orvos, a kolozsvári református kórház főorvosa, 1937 és 1944 között igazgatója. Mester Zsolt orvos és író apja.

## Életpályája
Iskoláit Parajdon kezdte, a székelyudvarhelyi református gimnáziumban végezte az I-VI. osztályt 1906 és 1912 között, majd a szászvárosi református Kún-Kollégiumban folytatta, és érettségizett 1914-ben. Orvosi tanulmányait Kolozsváron kezdte, de a világháború miatt abba kellett hagynia. 1914. október 30-a és 1918. november 1-je között katona volt, 1915 áprilisától az orosz fronton harcolt. Tanulmányait a háború után Szegeden fejezte be 1922-ben a Kolozsvárról  odamenekült Ferenc József Tudományegyetemen.
1923-tól 1928-ig Kolozsváron dolgozott mint a Vöröskereszt Szanatórium főorvosa. 1928 és 1933 között a marosvásárhelyi Magyar Egyházak Szanatóriumának a röntgenfőorvosa volt. Gyakran tartott  népszerűsítő előadásokat egészségi problémákról, betegségekről. Ugyanakkor részt vett a Magyar Párt helyi szervezetének tevékenységében. 1932-ben részt vett a magyarországi orvoskongresszuson.
1933-tól a kolozsvári Református Diakonissza Intézet (református kórház) főorvosa, 1937-től 1944-ig igazgatója. A háború alatt a katonakórházban is dolgozott.
A kolozsvári református kórház 1944. június 2-án az amerikai repülőbombázáskor telitalálatot kapott, szinte teljesen megsemmisült. Mester Gáborék közeli lakását (Kálvin utca 9. sz.) is találat érte, de lakható maradt. Két hónap múlva, augusztus 2-án Mester Gábornak is köszönhetően, már átadták a szomszédos Szucság községben a kórház új épületét.
Élénk közéleti tevékenységet folytatott. Részt vett egyházi, nőegyleti, jótékonysági és sportrendezvényeken, gyakran tartott egészségügyi népszerűsítő előadásokat.
Tanított a kolozsvári református gimnáziumban egészségtant, és iskolaorvos is volt. 
Tagja volt az Erdélyi Múzeum-Egyesületnek.
A második világháború után, a berendezkedő új hatalom minden azelőtt fontos állású embert gyanakodva figyelt. Így Mester Gábort is a  tisztogató bizottság döntése alapján „négyévi falusi közegészségügyi szolgálatra” Körösfőre küldték körorvosnak. Később rövid időre vizsgálati fogságba is került. Szabadulása után Szilágysomlyón (ahonnan második felesége származott) magánrendelőt nyított, utána Gyümölcsénesen volt körorvos (újabb rövid vizsgálati fogság), majd a szilágybagosi újonnan alapított kórházat igazgatta nyugdíjazásáig.
Sírja a Házsongárdi temető II.b. parcellájában van.

## Családja
Apja Mester Lőrinc, anyja Biró Ilona. 1923-ban Marosvásárhelyen összeházasodott Gyulai D. Aranka Eszterrel (1899–1935). 1929-ben megszületett fiuk, Zsolt, aki orvos lett és sikeres egykönyves író. Felesége 1935-ben betegségben elhunyt. Rá egy évre elvette feleségül a szilágysomlyói Brandt Heléna Blankát (1894–1970), aki szülővárosában nyugszik.